# Alfredo Macchitella
Alfredo Macchitella (Ostuni, 1875 – 1947) was een Italiaans componist en dirigent.

## Levensloop
Macchitella studeerde muziek bij Oronzo Mario Scarano in Mottola. Hij was dirigent van diverse banda's (harmonieorkesten), bijvoorbeeld van de Civica Banda Musicale “Città di Locorotondo”, de Banda Musicale di Salice Salentino, de banda van het Istituo "Vittorio Emanuele II" in Giovinazzo (1911-1914) en van de Banda di Ostuni (tot 1928). 
Als componist is hij vooral bekend voor zijn werken voor banda en mandolineorkest, maar hij schreef eveneens toneelmuziek, kerkmuziek en kamermuziek. In zijn geboorteplaats Ostuni is een straat naar hem vernoemd, de Via Alfredo Macchitella.

## Composities

### Werken voor orkest
- 1918 Piquita, voor kamerorkest
- 1943 Preghiera, voor viool en kamerorkest
- La Madre, voor strijkorkest - geïnspireerd door teksten van Ada Negri
- Serenata, voor kamerorkest

### Werken voor banda (harmonieorkest) of fanfareorkest
- 1893 I primi pensieri, wals
- 1893 L'orfanella, sinfonia
- 1893 Un duello per due fratelli, duet voor esklarinet, besklarinet en harmonieorkest
- 1893 Un'ora mesta viene a tutti, treurmars
- 1893 Piquita, scherzo
- 1894 La mia partenza, voor klarinet en harmonieorkest
- 1895 L'Invidia, sinfonia
- 1898 L'alba, passo doppio
- 1898 Piansi e pregai, treurmars
- 1902 La farfalla, polka
- 1902 Sul prato, passo doppio
- 1902 Sulla tomba di Bruno e Costante Garibaldi, treurmars
- 1903 Marcia caratteristica
- 1903 Marcia sinfonica - Marte, passo doppio sinfonico
- 1903 Pensiero elegiaco
- 1905 Il racconto della fanciulla
- 1905 Ouverture
- 1906 Tempo di Minuetto
- 1906 Valzer
- 1907 Marcia n. 15
- 1909 L'Addio a Salice Salentino, marcia sinfonica
- 1909 Liberazione, marcia sinfonica
- 1909 Marcia
- 1910 Un saluto a Locorotondo, mars
- 1911 A mia madre, treurmars
- 1911 Salve Regina, voor gemengd koor en harmonieorkest
- 1912 All'eroico 11° Bersaglieri, mars
- 1912 Inno alla Madonna delle Grazie, hymne voor gemengd koor en harmonieorkest ("Salve Maria dolcissimo, è a noi quel nome santo")
- 1912 Marcetta per fanfara n. 1
- 1912 Marcia per fanfara n. 2
- 1912 Valzer boston
- 1913 Fatalità, treurmars
- 1913 Gavotta
- 1913 La rosa, hymne voor contra-alt, gemengd koor en harmonieorkest - tekst: Felice Cavallotti ("Oh, com'è bella ne'suoi tre colori")
- 1913 Minuetto
- 1913 Nell'oasi, menuet
- 1913 Omaggio all'Esercito Italiano, mars
- 1914 Ai compagni estinti, treurmars
- 1914 Mestizia, treurmars
- 1914 Mestizia o nostalgia, wals
- 1915 Gloria garibaldina, mars
- 1916 A Gesù Bambino, pastorale
- 1916 Amarezze!, treurmars
- 1918 Valzer lento
- 1918 Vittoria, mars voor fanfare
- 1921 Carezze, mars
- 1921 Nel boschetto, marciabile - opgedragen aan Rodolfo Macchitella
- 1921 Nel campo d'oro, marciabile
- 1921 Polcha, polka
- 1921 Valzer boston
- 1922 Candido fiore, treurmars
- 1922 Il saluto dei Lillipuziani alla città di Ostuni, marcia sinfonica
- 1922 L'entrata dei Lillipuziani, marcia sinfonica
- 1923 Alla Missione Italiana trucidata in Grecia, treurmars
- 1924 Geltrude, foxtrot
- 1925 A Talino mio purissimo figlio, treurmars
- 1925 Sulla tomba dei miei dilettissimi fratelli Antonio, Andrea, Eugenio e Rodolfo, treurmars
- 1929 Un saluto a San Vito dei Normanni, marciabile
- 1929 Sulla tomba del grande musicista Leonardo Leo - Lagrime e fiori, treurmars
- 1935 Duce!, hymne voor gemengd koor en harmonieorkest
- 1935 Serenata all'Africa - Inno per piccoli Balilla e piccole Italiane, voor gemengd koor en harmonieorkest ("Lagrime mute ti bagnan le guance")
- 1936 Addis Abeba italiana, marcia sinfonica
- 1936 Pace!!!, treurmars - opgedragen aan de gesneuvelden in Oost-Afrika
- 1936 Passano i Balilla, marciabile
- 1937 Perdono, treurmars
- 1937 Per i valorosi caduti della Spagna, treurmars
- 1938 Ricordando i morti, treurmars
- 1939 Ai miei cari defunti, treurmars
- 1939 Per i martiri di Madrid, treurmars
- 1942 Quando torneranno gli Eroi, patriottische hymne voor mannenkoor en harmonieorkest ("Dall'ora ch'è partito il soldatino")
- Al lavaro, mars
- Inno a S. Cesarea - Inno per contralti, voor gemengd koor en harmonieorkest ("O Signor che all'Italia")
- L'Automobile, galop
- Reconnaissance, langzame wals - opgedragen aan Vincenzo Damiani, directeur van het R. Ospizio "Vittorio Emanuele II"
- Riconoscenza, mars

### Missen en andere kerkmuziek
- 1914 Il Frate, duet voor sopraan, bariton en piano
- 1941 Ave Maria - offertorio, voor driestemmig gemengd koor en orgel
- A te, dolce Cesarea, geestelijk lied voor 3 zangstemmen en harmonium
- Adoremus in aeternum, Psalm 116 voor zangstem en orgel
- Ave Maria - offertorio, voor gemengd koor
- Christum regem, geestelijk lied voor zangstem en orgel
- Cibavit nos, voor zangstem en orgel
- Dolce risuoni un cantico, geestelijk lied voor 3 zangstemmen en harmonium
- Ecce sacerdos magnus, voor tenor, bas en harmonieorkest
- Elevazione toccata, voor driestemmig gemengd koor
- Introibo ad altare Dei, antifoon voor zangstem en orgel
- La desolata, geestelijk lied voor tenor (of bariton) en harmonium
- Lauda Sion, voor harmonieorkest
- Litania a tre voci, voor 3 zangstemmen en orgel
- Litanie Lauretane in f majeur, voor zangstem en orgel
- O quam suavis, antifoon voor zangstem en orgel
- O Salutaris Hostia, hymne voor zangstem en orgel
- Pange lingua, hymne voor zangstem en orgel
- Salve Regina, antifoon voor zangstem en orgel
- Si quaeris Miracula, antifoon voor 3 zangstemmen, gemengd koor en orgel
- Sicut novellae olivarum, antifoon voor zangstem en orgel
- Tantum Ergo, hymne voor zangstem en orgel

### Muziektheater

#### Toneelmuziek
- Albe fiorite
- Il Mutilato

### Vocale muziek

#### Liederen
- 1897 Duetto, voor sopraan, tenor en piano
- 1898 Ansia, romance voor sopraan en piano
- 1898 Ella dicea, romance voor tenor en piano
- 1899 La Cieca di Sorrento, romance voor sopraan en piano
- 1910 Fior d'arancio, voor tenor en piano
- 1913 Iangeline!, canzonetta voor tenor en kamerorkest
- 1913 Che t' j' tiembe perse!, canzonetta voor tenor en kamerorkest
- 1915 Come splendon le stelle d'argento, voor tenor en piano
- 1927 Gi? sorge pei cieli stellati, voor tenor en piano
- 1930 In riva al mare, romance voor sopraan en piano - tekst: Vincenzo Muscidi Corato
- Perche?, romance voor tenor, dwarfluit, klarinet,2 violen, cello en contrabas

### Kamermuziek
- 1899 Strijkkwartet
- 1924 Serenata, voor mandoline en piano
- 1943 Corro da Lei, klein stuk voor viool en piano
- Inaridisce il servo de la gleba, voor viool en piano
- Piquita, scherzo

### Werken voor mandoline(orkest)
- 1933 San Vito, pastorale voor 2 mandolines en gitaar

### Werken voor piano
- 1899 Minuetto
- 1940 Nostalgia sol maggiore
- 1941 Pezzo
- Il racconto della fanciulla, voor piano vierhandig
- Largo grandioso, voor piano vierhandig
- Preludio mi bemolle maggiore